# Baka
Baka (helenizirano Biheris) je bil faraon iz Četrte egipčanske dinastije (Staro kraljestvo), ki je vladal okoli leta 2570 pr. n. št. O njem ni skoraj nič znanega, zato nekateri egiptologi domnevajo, da je morda izmišljen.

## Identiteta

### Mogoči viri z njegovim imenom
Egiptologi in zgodovinarji se v poskusih rekonstruiranja seznamov egipčanskih faraonov srečeujejo s številnimi problemi. Že omenjeno ime Biheris je helenizirana različica njegovega imena. Ime se pojavlja v Manetonovi Egiptiaki (Zgodovina Egipta), napisani okoli leta 300 pr. n. št. V latinski različici Egiptiake, ki jo je napisal Eratosten, je ob datumu domnevnega  Biherisovega vladanja zapisano ime Biuris. Znanstveniki se zato sprašujejo ali obe imeni zares prihajata iz istega primarnega vira.
Staroegipčanski viri so zelo skopi. Najstarejši vir faraonovega imena je morda napis v nedokončanem jašku nedokončane piramide v Zawyet El Aryanu. Jašek je leta 1904 odkril italijanski egiptolog Alessandro Barsanti. V njem je odkril več napisov s črnim črnilom. Na nekaterih bi lahko bila kartuša z Bakovim imenom. Barsanti na žalost ni naredil natančne kopije napisov, ampak samo njihove grobe skice, na katerih je vse, razen kartušnega imena, nečitljivo. Drugi (spodnji) hieroglif bi se lahko prepoznal kot simbol Ka, zato bi se faraonovo ime lahko glasilo …ka.
Drug mogoč vir imena je Westcarjev papirus iz Trinajste dinastije. Besedilo se glasi vladarjev sin, Bau-ef-Ra. Zgodovinarji zdaj ugibajo ali je omenjeni vladarjev sin Bauefre istoveten z Biherisom. Zelo podobno ime iz obdobja  Novega kraljestva so odkrili na skalnem napisu v Vadi Hammamatu. Na napisu je priložnostna molitev, obdana s kratkim seznamom faraonov, na katerem so omenjeni Kufu, Džedefre, Kafre, Džedefhor in Baefre.

### Prepoznavanje
Alan B. Lloyd je prepričan, da se imena Baka, Bakare, Baefra, Bauefra in Biuris nanašajo na Manetonovega Biherisa. Kim Ryholt v to dvomi in poudarja, da v imenih Baefra in Bauefra ni  zloga, ki bi se fonetično vklapljal v ime  Biheris. Ba(u)efra in Biheris bi zato lahko bila različna vladarja. Ryholtovo mnenje utrjuje dejstvo, da je Bauefra v izvirnih dokumentih omenjen  samo kot "kraljev sin", se pravi princ in ne vladar.
Edino ime iz Starega kraljestva, ki bi se resnično ujemaloz Bakovim imenom, je zdaj nepopolno ime  X-ka, odkrito v Zawyet El Aryanu. Po Petru Jánosiju bi skrivnostno ime lahko bilo Baka, pisano s simbolom ovna. Džedefrejev sin se je resnično imenoval Baka. Njegovo ime se je pisalo s simboloma oven- in -ka. Mogoče je, da je bil princ Baka kandidat za vladarja, potem pa je v letu, ko bi moral biti ustoličen, nepričakovano umrl in za seboj pustil dedokončan grobni jašek. Baka je po kronanju svoje ime morda spremenil v Baka-Re ali pa so to naredili drugi po njegovi smrti. Če je teorija pravilna, je ime Biheris helenizirano egipčansko ime Baka(re).

## Zgodovinska osebnost
Nekateri znanstveniki sumijo, da v Četrti dinastiji prenosi oblasti s pokojnih faraonov na njihove naslednike niso potekali tako gladko, kot meni večina evropskih egiptologov. V podporo svoji domnevi poudarjajo, da je bilo nenavadno že to, da je faraon Džedefre prekinil družinsko tradicijo gradnje kraljevih grobnic v Gizi in ustanovil novo nekropolo v Abu Rawashu.  Alan B. Lloyd poudarja da je Džedefre prekinil družinsko tradicijo tudi s tem, da je uvedel kult Raja in ga postavil nad vsa druga božanstva. Če je to storil Džedefre, je lahko enako storil tudi njegov sin Baka. To in kratka vladavina sta bila morda vzroka za Bakovo izključitev iz uradnih zapisov.
Drug problem je, kako so kasnejši zgodovinarji opisovali Četrto dinastijo: Maneton in Eratosten sta Bako (Biherisa) opisovala kot šestega vladarja Četrte dinastije in sina in naslednika faraona Džedefreja. Oba avtorja sta na drugi strani povsem napak  razvrstila faraone v zaporedje Sneferu → Kufu → Kafre → Menkaure → Džedefre → Šepseskaf → Tamftis. Arheološki dokazi jih razvrščajo v zaporedje Sneferu → Kufu → Džedefre → Kafre → Menkaure → Šepseskaf. Vzrok za številne napačne časovne umestitve je verjetno napačna ideja, da so trije graditelji velikih piramid v Gizi (Kufu, Kafra in Menkaure) tudi zaporedni nasledniki prestola. Zgleda, da so helenistični zgodovinarji sestavljali sezname faraonov po njihovem  zgodovinskem pomenu: na prvem mestu "slavni graditelji piramid", katere so v njihovem času vsi poznali zaradi impresivnih zgradb in prakticiranja posmrtnih kultov. Sledili so njihovi manj pomembni nasledniki.
Večina znanstvenikov je prepričana, da je Baka, če je bil faraon, vladal ali med Džedefrejem in Kafrejem ali med Kafrejem in Menkaurejem.  Ker je Baka opisan kot Džedefrejev sin in naslednik, zgleda kronološki položaj med Džedefrejem in Kafrejem mogoč, čeprav je na ramzeških seznamih kraljev (13. stoletje pr. n. št.) umeščen med Kafreja in Menkaureja. Na Sakarskem seznamu kraljev je vrstni red vladarjev Četrte dinastije vprašljiv, ker so kartuše vladarjev med Kafrejem in prvim faraonom Pete dinastije Userkafom poškodovane in zato nečitljive. Vprašljivo je tudi njihovo število, ker sta med Kafrejem in Šepseskafom arheološko dokazana samo dva vladarja: Menkaure in Šepseskaf. Sakarski seznam kraljev namesto dveh našteva kar pet faraonov:  Kafre  → ??? → (Menkaure) → (Šepseskaf) → (Tamftis) → ??? → Userkaf. Prvo prazno mesto je morda zasedal Baka, drugo mesto (pred Userkafom) pa ostaja skrivnostno. Jürgen von Beckerath je predlagal, da bi tja umestili faraona Njuserreja, katerega so mogoče pomotoma umestili na začetek Pete dinastije. Sakarski seznam  bi torej moral zgledati takole: Kafre  → Baka → Menkaure → Šepseskaf → Tamftis → Njuserre  → Userkaf.
Vprašljivo je tudi zaporedje faraonov  na Torinskem seznamu kraljev, ker je za Kafrejem papirus poškodovan. Ohranjenih je samo nekaj podatkov o letih vladanja iz katerih je razvidno, da bi moral biti med Kafrejem in Menkaurejem še en vladar, ker se naslednja vrstica začne s "kralj Gornjega in Spodnjega Egipta". Število vladarskih let je tudi na tem mestu nečitljivo.  Naslednji vnos, ki govori o  okoli  "18 let vladanja", mora pripadati faraonu Menkaureju. Za njim so omenjena štiri leta vladanja, ki so zagotovo pripadala faraonu Šepseskafu. Za Šepseskafom sta do začetka Pete dinastije, ki se začenja z Userkafom, omenjeni še dve leti vladanja. Egiptologi menijo, da je vrzel med Kafrejem in Menkaurejem pripadala ali Bauefreju ali Baki, vrzel med Šepseskafom in Userkafom pa morda Tamftisu.

## Vladanje
Dolžina Bakovega vladanja je sporna. Maneton je Biherisu pripisal 22 let vladanja, Eratosten Biurisu 20 let, Torinski seznam kraljev pa 2 leti. Sodobni egiptologi in zgodovinarji so prepričani, da so Manetonova in Eratostenova leta pretirana ali napačno tolmačena. Baka je zelo verjetno vladal dve leti, kot omenja Torinski seznam kraljev, ali celo manj kot eno leto, kot trdi Peter Jánosi. Tako kratka vladavina bi lahko pojasnila, zakaj Baka ni zapustil nobenih spomenikov in/ali zapisov.

## Pokop
Bakova grobnica ni znana. Če je resnično istoveten z arheološko dokazanim princem Bako, bi lahko bil pokopan v Nedokončani piramidi v Zawyet El Aryanu. Gradnja grobnice je bila prekinjena takoj po izgradnji temeljev. Na najdišču so odkrili samo zakopan ovalen sarkofag. Videz grobnice kaže na nenadno smrt vladarja, ki je povzročila prekinitev del. Nedokončana grobnica bi lahko potrdila domnevno kratko Bakovo vladavino.